# Гаджиев, Станислав Магомед-Саламович
Станислав Магомед-Саламович (Магомедсаламович) Гаджиев (24 августа 1937, Уркарах, Дагестанская АССР — 21 апреля 2020) — советский самбист и борец вольного стиля, призёр чемпионатов СССР, спортивный функционер, государственный деятель.  Заместитель председателя Федерации вольной борьбы РСФСР. Председатель Федерации профсоюзов Дагестана. Депутат Верховного Совета Республики Дагестан.

Отец Мурада Гаджиева и Магомедсалама Гаджиева.

## Спортивные результаты
- Чемпионат СССР по самбо 1958 года — ;
- Чемпионат СССР по вольной борьбе 1961 года — ;
- Вольная борьба на летней Спартакиаде народов СССР 1963 года — ;
- Чемпионат СССР по вольной борьбе 1968 года — ;